# Феодор
Феодор — християнське чоловіче ім'я, канонічна форма імені Федір. Також — Теодор. Жіноча форма — Феодора.

## Відомі носії
- Феодор (митрополит Київський) — митрополит Київський і всієї Русі у 1161—1163 роках
- Феодор (Гаюн) — архієпископ Кам'янець-Подільський і Городоцький УПЦ (МП)
- Феодор (Мамасуєв) — архієпископ Мукачівський і Ужгородський УПЦ (МП)
- Теодор Рузвельт (1858—1919) — 26-й президент США
- Феодор (Рафальський) — архієрей Української автономної православної церкви та Російської православної церкви закордоном